# Nadia Cortassa
Nadia Cortassa (* 5. Januar 1978 in Turin) ist eine ehemalige italienische Triathletin, vielfache nationale Meisterin und Olympionikin (2004).

## Werdegang

### Europameisterschaften
1996 holte sie sich die Goldmedaille bei den Jugend-Europameisterschaften im Modernen Fünfkampf (Pistolenschießen, Degenfechten, Schwimmen, Springreiten und Querfeldeinlauf).
In der Folge wechselte sie zum Triathlon. 2003 wurde Nadia Cortassa Vizeeuropameisterin auf der Triathlon-Kurzdistanz (1,5 km Schwimmen, 40 km Radfahren und 10 km Laufen). 2005 und 2006 wurde sie bei der Europameisterschaft jeweils Dritte.

### Olympische Sommerspiele 2004
Sie qualifizierte sich 2004 für einen Startplatz bei den Olympischen Spielen, belegte 2004 als beste Italienerin den fünften Rang.
2006 gewann sie zusammen mit Daniela Chmet und Beatrice Lanza im Triathlon für Italien die Team-Weltmeisterschaften in Cancun.
Im Mai 2008 wurde sie nach 2003 erneut Triathlon-Vizeeuropameisterin.
2008 qualifizierte sie sich erneut, konnte im August aber wegen einer Verletzung nicht bei den Olympischen Sommerspielen in Peking an den Start gehen.
Im Januar 2004 heiratete sie ihren Trainer, den Triathleten Andrea Gabba und die beiden leben mit ihrem gemeinsamen Sohn  in Turin.
Bei der Duathlon-Weltmeisterschaft 2011 startete sie im Team Italien I mit Daniela Chmet, Alessio Picco und Daniel Hofer; das Team belegte den fünften Rang.
Seit 2011 tritt Nadia Cortassa nicht mehr international in Erscheinung.

## Sportliche Erfolge
| Datum/Jahr    | Rang | Wettbewerb                                          | Austragungsort       | Zeit        | Bemerkung |
| ------------- | ---- | --------------------------------------------------- | -------------------- | ----------- | --- |
| 18. Aug. 2008 | –    | Olympische Sommerspiele 2008                        | Peking               | DNS         | Aufgrund einer Verletzung musste Nadja Cortassa ihren Start absagen und an ihrer Stelle startete Daniela Chmet.                           |
| 10. Mai 2008  | 2    | ETU Short Distance Triathlon European Championship  | Lissabon             | 02:06:24    | Vizeeuropameisterin hinter der Portugiesin Vanessa Fernandes                                                                              |
| 14. Juli 2007 | 1    | ITA National Championship Triathlon                 | Tarzo Revine         | 02:12:11    | Staatsmeisterin |
| 1. Nov. 2006  | 1    | ITU Triathlon Team World Championship               | Cancún               | 01:05:11    | Triathlon-Weltmeister im Team – zusammen mit Daniela Chmet und Beatrice Lanza (3 × 250 m Schwimmen, 6,67 km Radfahren und 1,67 km Laufen) |
| 2006          | 5    | ITU Short Distance Triathlon World Championship     | Lausanne             | 02:05:28    | Fünfte – hinter der Siegerin Emma Snowsill aus Australien                                                                                 |
| 1. Okt. 2006  | 1    | ITA National Championship Triathlon                 | Lido delle Nazioni   | 01:57:26    | Staatsmeisterin |
| 24. Juni 2006 | 3    | ETU Short Distance Triathlon European Championship  | Autun                | 02:11:54    | |
| 2005          | 3    | ETU Short Distance Triathlon European Championship  | Lausanne             |             | |
| 19. Juni 2005 | 1    | ITA National Championship Triathlon                 | Sanremo              | 02:13:33    | Staatsmeisterin |
| 2. Okt. 2004  | 1    | ITA National Championship Sprint Distance Triathlon | Imperia              | 00:58:18    | |
| 11. Sep. 2004 | 1    | ITA National Championship Triathlon                 | Peschiera del Garda  | 02:00:01    | Staatsmeisterin |
| 25. Aug. 2004 | 5    | Olympische Sommerspiele 2004                        | Athen                | 02:05:45,35 | |
| 27. Sep. 2003 | 1    | ITA National Championship Sprint Distance Triathlon | Rimini               | 01:03:16    | |
| Sep. 2003     | 3    | ITU Triathlon World Cup                             | Hamburg              |             | |
| 2003          | 2    | ETU Short Distance Triathlon European Championship  | Karlsbad             |             | Zweite hinter der Spanierin Ana Burgos |
| 31. Mai 2003  | 1    | ITA National Championship Triathlon                 | Castiglione del Lago | 01:58:18    | Staatsmeisterin |
| 2002          | 8    | ETU Short Distance Triathlon European Championship  | Győr                 | 02:00:02    | Achte auf der olympischen Distanz |
| 8. Juni 2002  | 1    | ITA National Championship Triathlon                 | Cavallino-Treporti   | 02:06:10    | Staatsmeisterin |
| 8. Sep. 2001  | 1    | ITA National Championship Triathlon                 | Grado                | 02:10:37    | Staatsmeisterin |
| 22. Juli 2000 | 3    | ITA National Championship Triathlon                 | Recco                | 02:25:36    | Staatsmeisterschaft |

| Datum/Jahr    | Rang | Wettbewerb                                  | Austragungsort | Zeit     | Bemerkung                                                               |
| ------------- | ---- | ------------------------------------------- | -------------- | -------- | ----------------------------------------------------------------------- |
| 25. Sep. 2011 | 5    | ITU Duathlon World Championship Mixed-Relay | Gijon          | 01:28:33 | im italienischen Team mit Daniela Chmet, Alessio Picco und Daniel Hofer |
| 16. Sep. 2001 | 5    | ITU Duathlon World Championships            | Rimini         | 02:03:14 | Duathlon-Weltmeisterschaft auf der Kurzdistanz                          |

(DNF – Did Not Finish • DNS – Did Not Start)